# Petra Nagyová-Džerengová
Petra Nagyová-Džerengová (* 3. března 1972 Košice) je slovenská spisovatelka.

## Život
Vystudovala Ekonomickou univerzitu a usadila se v Bratislavě. Pracovala jako letuška, později jako moderátorka a redaktorka Slovenské televize. Provdala se za slovenského politika Józsefa Nagye a má čtyři děti (dva syny Lea, Tea a dvě dcery Loru a Kláru).

## Tvorba
Velký vliv na její tvorbu má spisovatelka Táňa Keleová-Vasilková, jejíž díla se stala podnětem pro její vlastní tvorbu. Příběhy zasazuje do reálných míst a většinou píše příběhy z takových oblastí, které dobře zná z vlastní zkušenosti.

## Dílo

#### Pro dospělé
- 2005 – Chcem len tvoje dobro, novela, vyšlo též v českém překladu[4]
- 2006 – Za to mi zaplatíš, román
- 2007 – Pozri sa na seba, román
- 2007 – Nepýtaj sa, kde som, román
- 2010 – Ženy nášho rodu, román
- 2013 – Ide o život, fejetóny
- 2017 – Manželky a tie druhé, román
- 2019 – Nové začiatky, román

#### Pro děti
- 2012 – Klára a mátohy, pohádky, vyšlo též v českém překladu[5]
- 2013 – Klára a iglu, pohádky
- 2014 – Klára a Tity, pohádky